# Marcos Lliuya
Marcos Lliuya (Alto Larán, Provincia de Chincha, Perú, 3 de marzo de 1992) es un futbolista peruano. Juega como mediocentro ofensivo y su equipo actual es Alianza Universidad de la Liga 1 de Perú.

## Trayectoria
Jugador chinchano, empezó jugando en Copa Perú. Sus primeros pasos lo dio jugando en Alto Larán por Unión La Calera. En el 2011 jugó por el Defensor Zarumilla.

### Sport Huancayo
El 'Venado' Aguirre quien fue su entrenador en Defensor Zarumilla de Nazca, se lo recomendó al 'Pellejo' Cordero, ex-asistente de Wilmar Valencia en Huancayo. Desde el 2015 juega en el Sport Huancayo, debutó bajo el mando de Wilmar Valencia, aquel año jugó 9 partidos, consiguiendo clasificar a la Copa Sudamericana 2016, siendo elegido como una de las revelaciones del club. Además de jugar la Copa Sudamericana 2017. Luego de estar en la mira de clubes como Alianza Lima y Universitario de Deportes, además de Talleres de Córdoba. Se quedó en Huancayo, para volver a realizar una buena campaña y volver a clasificar a la Copa Sudamericana 2018. En la Copa Sudamericana 2018 enfrentó a Unión Española el cual dirigía Martín Palermo, siendo elegido el Cerebro como el mejor jugador del partido jugando en Santiago. El 2018 Marco terminó con 1 gol y 11 asistencias, ayudando a su equipo a clasificar nuevamente a la Copa Sudamericana 2019. En la copa enfrentó a Montevideo Wanderers eliminándose en la primera ronda.

## Clubes
| Club                    | País | Año       |
| ----------------------- | ---- | --------- |
| Unión La Calera         | Perú | 2011      |
| Defensor Zarumilla      | Perú | 2011      |
| Santos F. C.            | Perú | 2012      |
| Sport Victoria          | Perú | 2012      |
| Defensor Zarumilla      | Perú | 2013      |
| Deportivo Municipal (S) | Perú | 2013      |
| Defensor Zarumilla      | Perú | 2014      |
| Parada de los Amigos    | Perú | 2015      |
| José Carlos Mariátegui  | Perú | 2015      |
| Sport Huancayo          | Perú | 2015-2024 |
| Alianza Universidad     | Perú | 2024-act. |

## Palmarés

### Distinciones individuales
| Distinción                                                                                          | Año  |
| --------------------------------------------------------------------------------------------------- | ---- |
| Incluido en el equipo ideal del Torneo de Verano de Perú según el portal periodístico DeChalaca.com | 2018 |